# Hassan Kettani
Hassan al-Kettani (àrab: حسن الكتاني, Ḥassan al-Kattānī) (Salé, 16 d'agost de 1972) és un predicador musulmà i ex-pres polític marroquí. Empresonat per suposades connexions amb els atemptats de Casablanca de 2003, Kettani va ser indultat per Mohammed VI vuit anys més tard després dels esforços del seu advocat, els grups de drets humans i l'èxit dels islamistes al Parlament del Marroc.

## Vida personal
La família Kettani ha estat històricament part de l'autoritat religiosa del Marroc, que ha actuat com a acadèmics i predicadors durant segles, és el besnet de Muḥammad ibn Jaʿfar al-Kattānī. Kettani era un estudiant alumne del clergue marroquí Muhammad Abu Khubza junt amb Abdullah al-Ghumari i Abd al-Aziz al-Ghumari, així com el clergue albanès Abdul Qader Arnaoot. La seva família també és membre d'Ahl al-Bayt, descendents del net del profeta Mahoma, Al-Hàssan ibn Alí.

## Sentència
El 18 de febrer de 2003 Kettani va ser detingut per les autoritats marroquines. El 23 de setembre fou condemnat a 20 anys de presó en relació amb els atemptats de Casablanca de 2003, dels quals les autoritats el van acusar de ser-ne instigador ideològic. Kettani va confirmar la seva innocència, al·legant que la seva condemna va ser il·legal i per motius polítics, i els grups de drets humans van criticar la seva sentència com a injusta. En juny de 2005 ell i 664 altres islamistes començaren una vaga de fam a la presó per protestar llurs condemnes. El polític marroquí Mohamed Bouzoubaa va criticar la mesura com a més preocupada per la política que pels drets humans, tot i que l'advocat de Kettani Mustafa Ramid va confirmar que ell i els altres islamistes van ser víctimes de judicis injustos. Es va dur a terme una segona vaga de fam a la presó de Kenitra en 2010, encara que la majoria dels detinguts van cessar-la després de les negociacions amb les autoritats; Kettani va continuar la vaga més temps que tots els altres detinguts, sense deixar de mantenir la seva innocència i exigint la reobertura del seu cas.
El 5 de febrer de 2012 Mohammed VI del Marroc va perdonar Kettani juntament amb altres islamistes, cosa que els grups de drets humans celebraren perquè havien estat empresonats injustament. L'advocat de Kettani, Ramid, qui més tard esdevindria Ministre de Justícia del Marroc, es va referir al perdó com un intent per part del govern per sostenir la branca d'olivera als islamistes disposats a fer contribucions positives a la vida pública i evitar l'extremisme, comentaris amb els quals va coincidir Kettani.

## Després de l'alliberament
Des del seu perdó, Kettani ha denunciat l'extremisme i ha encoratjar el seu rebuig entre els conservadors del Marroc; de totes maneres, ell i un altre islamista van ser deportats a l'arribar a l'Aeroport Internacional de Tunis el 14 de maig de 2012. Kettani, que havia estat convidat al país pels islamistes de Tunísia, va afirmar que tenia la impressió que podria entrar a Tunísia lliurement després de la revolució de Tunísia. Malgrat la seva expulsió, Kettani va lloar la seguretat de l'aeroport de Tunísia, al·legant que havia estat ben tractat per les autoritats i fins i tot va rebre una disculpa dels funcionaris del Moviment Ennahda abans de la seva expulsió.

## Visió
Kettani ha estat descrit com a líder ideològic del moviment Salafia Jihadia, encara que ell i els altres detinguts ho va rebutjar i es veuen a si mateixos com a musulmans sunnites normals amb una orientació salafista. Des del seu perdó ha criticat obertament el que ell defineix com a wahhabisme, i els seus comentaris han causat divisions entre els marroquins salafistes. Sovint ha parlat contra el que veu com a depravada influència occidental de la societat marroquina, i els seus punts de vista abans del seu empresonament havia estat considerats com a extrems per molts. Des del seu alliberament, Kettani i molts dels altres antics detinguts s'han assenyalat denunciat l'extremisme i la violència. Kettani, junt amb altres marroquins conservadors, es distanciaren de la branca marroquina d'Ansar al-Sharia, negant-se a donar suport al grup en potència.
La família de Kettani és arrelada en les escoles religioses tradicionals del Marroc, és un expert en les escoles de llei islàmica zahirita i malikita, encara que els seus punts de vista conservadors s'han descrit com en desacord amb aquesta última.